# Rakołupy
Rakołupy – wieś w Polsce położona w województwie lubelskim, w powiecie chełmskim, w gminie Leśniowice.
W latach 1867–1933 miejscowość była siedzibą gminy Rakołupy. W latach 1975–1998 miejscowość administracyjnie należała do województwa chełmskiego. 
Wieś jest sołectwem w gminie Leśniowice. Według Narodowego Spisu Powszechnego z roku 2011 wieś liczyła 114 mieszkańców i była piętnastą co do liczby ludności miejscowością gminy.
Wieś jest siedzibą rzymskokatolickiej parafii św. Jana Chrzciciela w Rakołupach. Jest także szkoła podstawowa i sklep.

## Części wsi
| SIMC    | Nazwa       | Rodzaj    |
| ------- | ----------- | --------- |
| 0105041 | Bażantarnia | część wsi |

## Historia
Pierwsza informacja pisana o wsi Rakołupy pochodzi z 1426 r. Należały wówczas do Parafii Rzymskokatolickiej w Bończy. Po 1426 r. biskup chełmski Jan Biskupiec przyłączył Rakołupy do Parafii Rzymskokatolickiej w Kumowie. W wieku XVI wieś w powiecie chełmskim. W r. 1564 wieś ta w parafii “Pustothew” pobór płacony był wówczas od 13 łanów, 10 zagrodników 1 rzemieślnika, we wsi była cerkiew. 
Według Słownika geograficznego Królestwa Polskiego z roku 1888, Rakołupy stanowiły wieś, folwark i dobra w powiecie chełmskim, gminie Rakołupy, parafia rzymskokatolicka w Kumowie odległe 18 wiorst od Chełma, posiada cerkiew parafialną punicką, szkołę początkową ogólną. W folwarku gorzelnia parowa, z produkcją roczną wartości do 50.000 rubli srebrnych, dwa młyny wodne. W 1827 r. było tu 54 domów zamieszkałych przez 286 mieszkańców.

### Pałac w Rakołupach
Rezydencja z 1 ćw. XIX  w., wybudowana przez Jana Poletyło, składała się z klasycystycznego pałacu i dwóch oficyn. Projekt wykonał prawdopodobnie Edward Blass. Pałac był dwukondygnacyjny, założony na planie wydłużonego prostokąta, o bogatym wystroju architektonicznym. We wnętrzu była sala balowa w formie rotundy nakrytej kopułą z kasetonami, którą dźwigały doryckie kolumny. Oprócz budynków mieszkalnych, na folwarku znajdowała się gorzelnia i browar. Wszystkie budowle zostały zniszczone w okresie I wojny światowej.
Charakterystyka dóbr Rakołupy.
Dobra Rakołupy składały się w 1886 r. z folwarku Rakołupy i Nowy Folwark oraz nomenklatury Mańkowszczyzna. Ogólna rozległość dóbr wynosiła 2392 mórg w tym: folwark Rakołupy grunty orne i ogrody mórg 526, łąk mórg 185, pastwiska mórg 2, lasu mórg 756, nieużytki mórg 51, razem mórg 1920, budynki murowane 24, z drzewa 54, płodozmian 13. polowy, folwark Nowy grunty orne i ogrody mórg 376, łąk mórg 44, lasu mórg 41, nieużytki mórg 11, razem mórg 472, budynki murowane 1, z drzewa 4, płodozmian 9. polowy, las urządzony w kolei 80. letniej. W skład dóbr wchodziły poprzednio: wieś Rakołupy osad 32, z gruntem mórg 336, wieś Horodysko osad 44, z gruntem mórg 794, wieś Majdan Leśniowski osad 27, z gruntem mórg 490, wieś Ostrów osad 40, z gruntem mórg 612, wieś Majdan Ostrowski osad 53, z gruntem mórg 955, wieś Janówka osad 22, z gruntem mórg 219, wieś Kukawka osad 18, z gruntem mórg 293, wieś Majdan Kukawski osad 14, z gruntem mórg 130, wieś Plisków osad 41, z gr mórg 844, wieś Pilotówka osad 11, z gruntem mórg 30, wieś Leśniewice osad 36, z gruntem mórg 687, wieś Czarnołozy osad 11, z gruntem mórg 257, wieś Siennica Różanna osad 48, z gruntem mórg 1130, wieś Wola Siennicka osad 34, z gruntem mórg 813, wieś Wesołówka osad 8, z gruntem mórg 37, wieś Złośnica osad 6, z gruntem mórg 52, wieś Kozieniec osad 15, z gruntem mórg 231, wieś Browarówka osad 11, z gruntem mórg 5. Od dóbr Rakołupy oddzielono w 1869 r. dobra Ostrów.
W styczniu 1944 roku oddział Gwardii Ludowej Konstantego Mastalerza rozbił we wsi posterunek okupacyjny i spalił urząd gminy.